# Scheduled Castes

Prozentualer Anteil der Scheduled Castes in den Bundesstaaten und Unionsterritorien nach der Volkszählung von 2011

Scheduled Castes (englisch für „gelistete Kasten“), abgekürzt SC, bezeichnet in Indien eine Gruppe von sozial benachteiligten Gruppen, meist unteren Hindu-Kasten, bzw. Dalits, denen nach der indischen Verfassung Sonderrechte zukommen (vgl. positive Diskriminierung). Die insgesamt 1.108 Scheduled Castes werden im ersten Anhang (schedule) zur indischen Verfassung aufgelistet. Nach der Volkszählung 2011 lebten in Indien 201 Millionen Angehörige von Scheduled Castes. Dies entsprach einem Bevölkerungsanteil von 16,6 Prozent. Vergleichbare Sonderrechte besitzen auch die Angehörigen der indigenen Stammesbevölkerung als Scheduled Tribes (ST) und die Angehörigen der „sonstigen zurückgebliebenen Klassen“ (Other Backward Classes, OBC).
Nach der indischen Verfassung (Artikel 341(1)) können nur Angehörige der Religionen der Hindus, Sikhs und Buddhisten als Scheduled Castes klassifiziert werden. Nach der Volkszählung von 2001 war der Bundesstaat mit dem höchsten Anteil an Scheduled Castes der Punjab (28,9 %) und der Bundesstaat mit dem niedrigsten Anteil Mizoram (0,03 %). Der Distrikt mit dem höchsten Anteil an SC war Koch Bihar (50,1 %) und der Distrikt mit dem niedrigsten Anteil war Lawngtlai (0,01 %).

## Verfassungsrechtliche Entwicklung
Die indische Verfassung in ihrer ersten Fassung vom 26. Januar 1950 sah in Abschnitt 16 (Part 16 - Special Provisions Relating to Certain Classes), Artikel 334 (Reservation of seats and special representation to cease after certain period) vor, dass den Angehörigen der unterprivilegierten Kasten nur für eine begrenzte Zeit von 10 Jahren politische Sonderrechte im Sinne der Reservierung von ausgewählten Wahlkreisen eingeräumt werden sollten. Die indischen Verfassungsväter hofften, dass sich das unabhängige Indien in kurzer Zeit zu einer egalitären Gesellschaft entwickeln werde, in der Sonder- und Reservatrechte für bestimmte Bevölkerungsgruppen nicht mehr notwendig wären. Jedoch wurde die als Übergangsregelung gedachte Bestimmung seither durch verschiedene Verfassungszusätze immer wieder um jeweils 10 Jahre verlängert (8. Verfassungszusatz 1960, 23. Verfassungszusatz 1970, 45. Verfassungszusatz 1980, 62. Verfassungszusatz 1990, 79. Verfassungszusatz 2000, 95. Verfassungszusatz 2010 und 104. Verfassungszusatz 2020). Der letztgenannte Verfassungszusatz trat am 26. Januar 2020 in Kraft und verlängerte die Gültigkeit der Reservatbestimmungen bis zum 25. Januar 2030.
| Staat/Unionsterritorium | Bevölkerung   | Scheduled Castes (SC) | Scheduled Tribes (ST) | Prozent SC | Prozent ST |
| ----------------------- | ------------- | --------------------- | --------------------- | ---------- | ---------- |
| Jammu und Kashmir       | 10.143.700    | 770.155               | 1.105.979             | 7,59       | 10,90      |
| Himachal Pradesh        | 6.077.900     | 1.502.170             | 244.587               | 24,72      | 4,02       |
| Punjab                  | 24.358.999    | 7.028.723             | 0                     | 28,85      | 0,00       |
| Chandigarh              | 900.635       | 157.597               | 0                     | 17,50      | 0,00       |
| Uttaranchal             | 8.489.349     | 1.517.186             | 256.129               | 17,87      | 3,02       |
| Meghalaya               | 2.318.822     | 11.139                | 1.992.862             | 0,48       | 85,94      |
| Assam                   | 26.655.528    | 1.825.949             | 3.308.570             | 6,85       | 12,41      |
| Westbengalen            | 80.176.197    | 18.452.555            | 4.406.794             | 23,02      | 5,50       |
| Jharkhand               | 26.945.829    | 3.189.320             | 7.087.068             | 11,84      | 26,30      |
| Orissa                  | 36.804.660    | 6.082.063             | 8.145.081             | 16,53      | 22,13      |
| Chhattisgarh            | 20.833.803    | 2.418.722             | 6.616.596             | 11,61      | 31,76      |
| Madhya Pradesh          | 60.348.023    | 9.155.177             | 12.233.474            | 15,17      | 20,27      |
| Gujarat                 | 50.671.017    | 3.592.715             | 7.481.160             | 7,09       | 14,76      |
| Daman und Diu           | 158.204       | 4.838                 | 13.997                | 3,06       | 8,85       |
| Dadra und Nagar Haveli  | 220.490       | 4.104                 | 137.225               | 1,86       | 62,24      |
| Maharashtra             | 96.878.627    | 9.881.656             | 8.577.276             | 10,20      | 8,85       |
| Andhra Pradesh          | 76.210.007    | 12.339.496            | 5.024.104             | 16,19      | 6,59       |
| Karnataka               | 52.850.562    | 8.563.930             | 3.463.986             | 16,20      | 6,55       |
| Goa                     | 1.347.668     | 23.791                | 566                   | 1,77       | 0,04       |
| Lakshadweep             | 60.650        | 0                     | 57.321                | 0,00       | 94,51      |
| Kerala                  | 31.841.374    | 3.123.941             | 364.189               | 9,81       | 1,14       |
| Tamil Nadu              | 62.405.679    | 11.857.504            | 651.321               | 19,00      | 1,04       |
| Pondicherry             | 974.345       | 0                     | 0                     | 0,00       | 0,00       |
| Indien gesamt           | 1.028.737.436 | 166.635.700           | 84.326.240            | 16,20      | 8,20       |